# Scottish Professional Championship 1986
Die Canada Dry Scottish Professional Championship 1986 war ein professionelles Snookerturnier ohne Einfluss auf die Snookerweltrangliste (Non-ranking-Turnier), das im April 1986 im Rahmen der Saison 1985/86 in Marco’s Leisure Centre im schottischen Edinburgh zur Ermittlung des schottischen Profimeisters ausgetragen wurden. Tourneuling Stephen Hendry gewann im Finale gegen Matt Gibson seinen ersten Profititel. Zudem spielte er mit einem 86er-Break das höchste Break des Turnieres; Century Breaks gab es nicht.

## Preisgeld
Neben dem Hauptsponsor Canada Dry profitierte das Turnier finanziell auch von der World Professional Billiards & Snooker Association, die je Teilnehmer 1.000 Pfund Sterling dazu zahlte. Insgesamt wurden 14.000 £ ausgeschüttet, wobei etwas mehr als ein Viertel an den Sieger ging.
|                 | Preisgeld |
| --------------- | --------- |
| Sieger          | 4.000 £   |
| Finalist        | 2.000 £   |
| Halbfinalist    | 1.500 £   |
| Viertelfinalist | 1.000 £   |
| Erste Runde     | 1.000 £   |
| Insgesamt       | 14.000 £  |

## Turnierverlauf
Abgesehen von den inaktiven Spielern Chris Ross und John Phillips nahmen alle schottischen Profispieler am Turnier teil. Da sich deren Zahl auf neun belief, musste eine Erstrundenpartie zwischen den beiden auf der Weltrangliste am schlechtesten platzierten Spielern abgehalten werden: Bert Demarco (92), Eigentümer des gastgebenden Clubs, und dem noch ungesetzten Tourneuling Stephen Hendry. Der Sieger der Partie ergänzte dann das Feld der restlichen sieben Teilnehmer im Viertelfinale, ab dem dann strikt im K.-o.-System der Sieger ermittelt wurde. Alle Spiele fanden im Modus Best of 11 Frames statt, nur das Finale wurde im Modus Best of 19 Frames ausgetragen.
Nach seinem Erstrundensieh besiegte Stephen Hendry im Viertelfinale auch knapp Titelverteidiger Murdo MacLeod. Ebenfalls im Viertelfinale verlor diesmal Eddie Sinclair, der in den letzten vier Ausgaben jeweils das Finale erreicht hatte. Mit jeweils klaren Halbfinalsiegen konnten sich am Ende Stephen Hendry und Matt Gibson für das Finale qualifizieren. Obgleich Gibson von der Weltranglistenposition und der Erfahrenheit her der bessere Spieler war, siegte Jungspund Hendry am Ende mit 10:5. Es war der erste Titel bei einem Profiturnier für ihn, später sollte er unter anderem sieben Mal die Snookerweltmeisterschaft gewinnen.
|  | Erste Runde Best of 11 Frames | Erste Runde Best of 11 Frames |   |                | Viertelfinale Best of 11 Frames | Viertelfinale Best of 11 Frames |                |    | Halbfinale Best of 11 Frames | Halbfinale Best of 11 Frames |  |  | Finale Best of 19 Frames | Finale Best of 19 Frames |
|  |                               |                               |   |                |                                 |                                 |                |    |                              |                              |  |  |                          |                          |
|  | Bert Demarco                  | 1                             |   |                | Murdo MacLeod                   | 5                               |                |    |                              |                              |  |  |                          |                          |
|  | Stephen Hendry                | 6                             |   |                | Stephen Hendry                  | 6                               |                |    |                              |                              |  |  |                          |                          |
|  | Stephen Hendry                | 6                             |   | Stephen Hendry | Stephen Hendry                  | 6                               | 6              |    |                              |                              |  |  |                          |                          |
|  |                               |                               |   |                |                                 |                                 | 6              |    |                              |                              |  |  |                          |                          |
|  |                               | Ian Black                     | 2 |                |                                 |                                 |                |    |                              |                              |  |  |                          |                          |
|  |                               | Ian Black                     | 2 |                |                                 |                                 | Ian Black      | 6  |                              |                              |  |  |                          |                          |
|  |                               |                               |   |                |                                 |                                 | Ian Black      | 6  |                              |                              |  |  |                          |                          |
|  |                               |                               |   |                | Eddie McLaughlin                | 4                               |                |    |                              |                              |  |  |                          |                          |
|  |                               |                               |   |                | Eddie McLaughlin                | 4                               | Stephen Hendry | 10 |                              |                              |  |  |                          |                          |
|  |                               |                               |   |                |                                 |                                 |                |    |                              |                              |  |  |                          |                          |
|  |                               | Matt Gibson                   | 5 |                |                                 |                                 |                |    |                              |                              |  |  |                          |                          |
|  |                               | Matt Gibson                   | 5 |                |                                 |                                 | Eddie Sinclair | 4  |                              |                              |  |  |                          |                          |
|  |                               |                               |   |                |                                 |                                 | Eddie Sinclair | 4  |                              |                              |  |  |                          |                          |
|  |                               |                               |   |                | Matt Gibson                     | 6                               |                |    |                              |                              |  |  |                          |                          |
|  |                               | Matt Gibson                   | 6 |                | Matt Gibson                     | 6                               |                |    |                              |                              |  |  |                          |                          |
|  |                               |                               |   |                |                                 |                                 |                |    |                              |                              |  |  |                          |                          |
|  |                               | John Rea                      | 0 |                |                                 |                                 |                |    |                              |                              |  |  |                          |                          |
|  |                               | John Rea                      | 0 |                |                                 |                                 | Jim Donnelly   | 1  |                              |                              |  |  |                          |                          |
|  |                               |                               |   |                |                                 |                                 |                | 1  |                              |                              |  |  |                          |                          |
|  |                               |                               |   |                | John Rea                        | 6                               |                |    |                              |                              |  |  |                          |                          |

## Finale
Zwar konnte Gibson am Anfang zwei Mal kurz in Führung gehen, doch beim Stande von 1:2 drehte Hendry das Spiel und ging selbst mit 5:2 in Führung. Diesen Vorsprung konnte er mit dem 6:3 zunächst wieder herstellen, ehe er ihn mit dem 9:4 und dem finalen 10:5 sogar noch ausbauen konnte. Dieser Sieg bedeutete für den jungen Schotten den ersten Turniersieg bei einem Profiturnier.
| Finale: Best of 19 Frames Marco’s Leisure Club, Edinburgh, Schottland, April 1986                                                    |                |             |
| Stephen Hendry | 10:5           | Matt Gibson |
| 64:80, 84:8, 63:72, 58:31, 105:20 (86), 69:33 (56), 85:6, 34:62, 73:31 (53), 39:75, 85:6, 66:17 (61), 69:13 (69), 46:79, 103:15 (70) |                |             |
| 86 | Höchstes Break | –           |
| – | Century-Breaks | –           |
| 6 | 50+-Breaks     | –           |